# Saphenophis tristriatus
Espèce
Synonymes
- Rhadinaea tristriata Rendahl & Vestergren, 1941

Saphenophis tristriatus  est une espèce de serpents de la famille des Dipsadidae.

## Répartition
Cette espèce est endémique de Colombie.

## Description
L'holotype de Saphenophis tristriatus, un mâle, mesure 655 mm dont 168 mm pour la queue. L'autre spécimen connu, une femelle, mesure 790 mm dont 191 mm pour la queue.

## Publication originale
- Rendahl & Vestergren, 1941 "1940" : Notes on Colombian snakes. Arkiv för Zoologi, vol. 33, p. 1-16.